# Жалаулы (Павлодарская область)
Жалаулы́ (каз. Жалаулы, до 2017 года — Ивановка) — село в Актогайском районе Павлодарской области Казахстана. Расположено в 220 км к северо-западу от Павлодара и в 106 км к западу от Актогая. Административный центр Жалаулинского сельского округа. Код КАТО — 553239100.
Село было основано в 1908 году. Было центральной усадьбой совхоза «Новотроицкий», основанного в 1930 году.

## Население
В 1985 году в селе жили 1475 человек, в 1999 году население села составляло 872 человека (425 мужчин и 447 женщин). По данным переписи 2009 года в селе проживало 532 человека (262 мужчины и 270 женщин).